# Yve Van Harneveldt
Yve Van Harneveldt is een Belgisch korfballer.

## Levensloop
Van Harneveldt was actief bij Sikopi en vervolgens AKC. Tevens maakte hij deel uit van het Belgisch nationaal team, waarmee hij onder meer zilver won op het Europees kampioenschap van 2016.